# Cantons de l'Orne
Els Cantons de l'Orne (Normandia) són 40 i s'agrupen en tres districtes: 
- Districte d'Alençon (11 cantons, prefectura Alençon) : cantó d'Alençon-1 - cantó d'Alençon-2 - cantó d'Alençon-3 - cantó de Carrouges - cantó de Courtomer - cantó de Domfront - cantó de La Ferté-Macé - cantó de Juvigny-sous-Andaine - cantó de Le Mêle-sur-Sarthe - cantó de Passais - cantó de Sées

- Districte d'Argentan (17 cantons, sotsprefectura Argentan) : cantó d'Argentan-Est - cantó d'Argentan-Oest - cantó d'Athis-de-l'Orne - cantó de Briouze - cantó d'Écouché - cantó d'Exmes - cantó de La Ferté-Frênel - cantó de Flers-Nord - cantó de Flers-Sud - cantó de Gacé - cantó de Le Merlerault - cantó de Messei - cantó de Mortrée - cantó de Putanges-Pont-Écrepin - cantó de Tinchebray - cantó de Trun - cantó de Vimoutiers

- Districte de Mortagne-au-Perche (12 cantons, sotsprefectura Mortagne-au-Perche) : cantó de L'Aigle-Est - cantó de L'Aigle-Oest - cantó de Bazoches-sur-Hoëne - cantó de Bellême - cantó de Longny-au-Perche - cantó de La Mortagne-au-Perche - cantó de Moulins-la-Marche - cantó de Nocé - cantó de Pervenchères - cantó de Rémalard - cantó de Le Theil - cantó de Tourouvre